# مدرسة العطارين

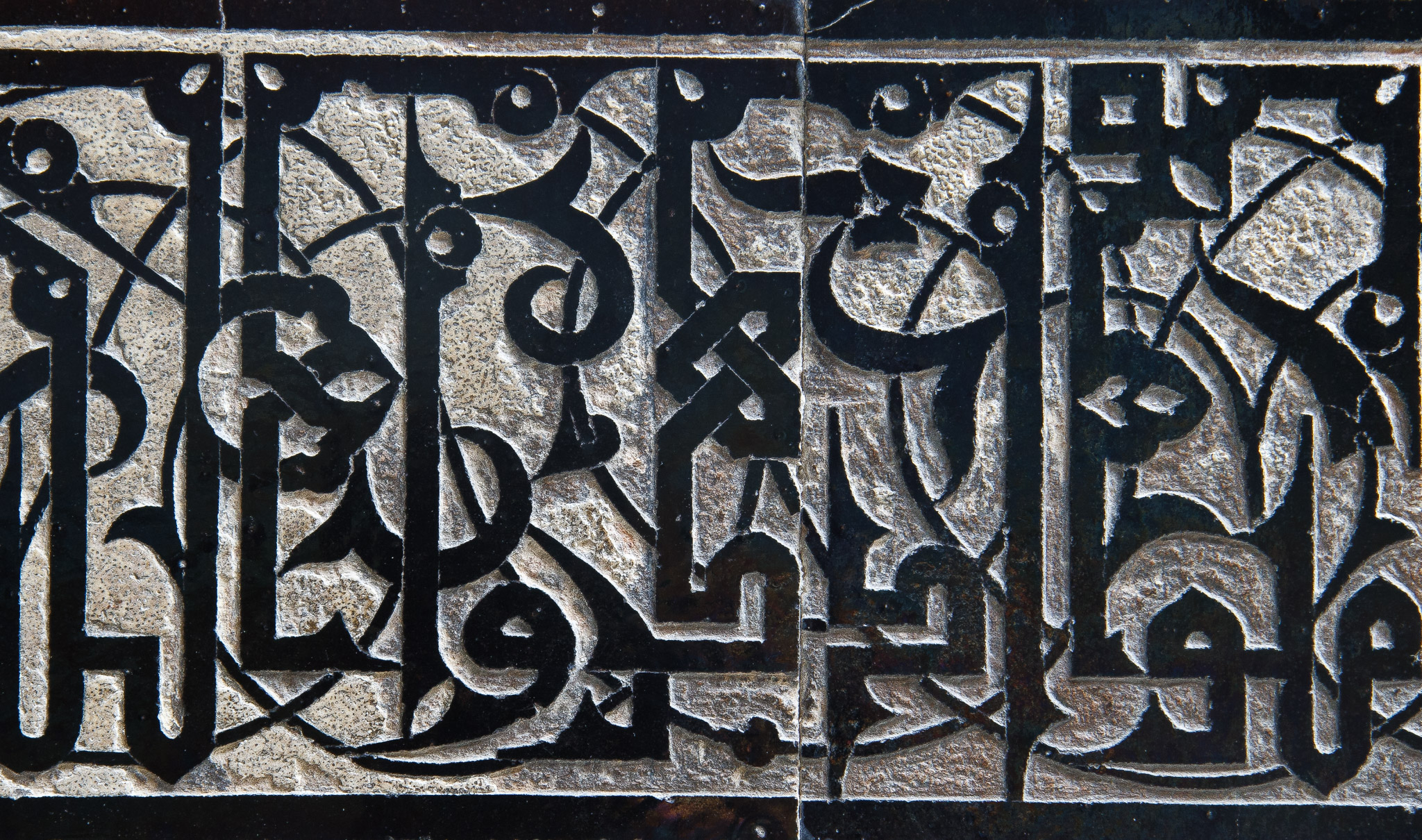
فن الخط العربي بالمدرسة.

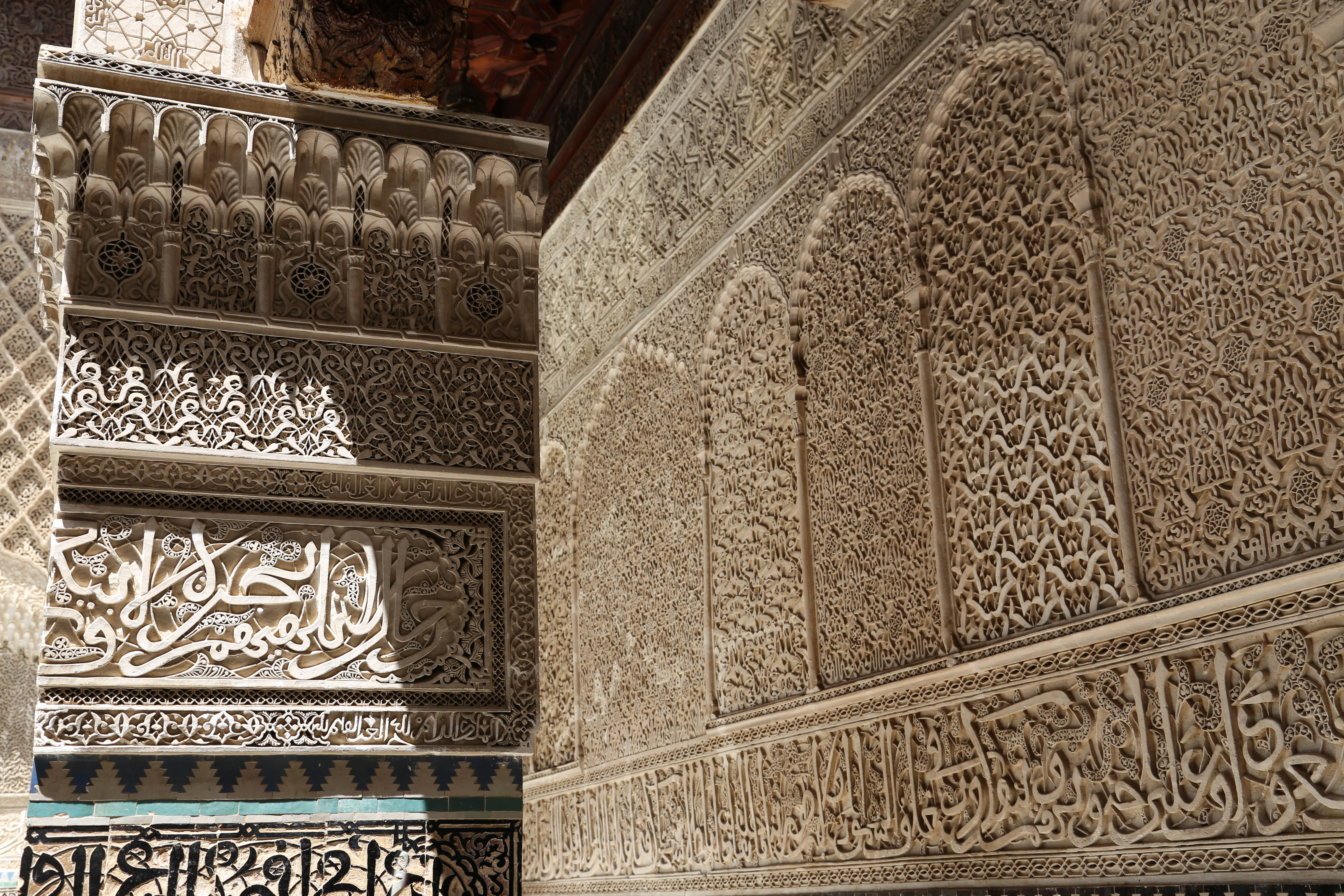
إدراج صورة

مدرسة العطارين  هي مدرسة في فاس، المغرب، بالقرب من مسجد القرويين. قام بتأسيسها السُلطان المريني أبو سعيد عثمان ما بين 1323 و 1325 م. تأخُذ المدرسة اسمها من سوق سوق العطارين، سوق التوابل والعطور. وتعتبر واحدة من أفضل الإنجازات في العمارة المرينية بسبب الزخرفة الغنية ومتناغمة والاستخدام الفعال لمساحة صغيرة، وتعد مدرسة العطارين من أهم الأماكن التي تحظى بزيارة العديد من السياح خاصة الأجانب وذلك لاعتبارها ملحمة تاريخية قديمة. تتألف هذه المدرسة من صحن مكشوف فيه حوض ماء، تحيط به قاعة للصلاة مربعة وصالات معدة لاستقبال الطلاب والأساتذة.
وتختصر زخرفة الجدران التي تحف بالصحن المكشوف جميع التقنيات التي اعتمدها فنانو المغرب في تزيين صروحهم، وهم أظهروا براعة كبيرة في التعاطي مع المواد المختلفة وأهمها خشب الأرز الأطلسي والحجر والفسيفساء الخزفية المعروفة بالزليج والجبص.

## الموقع
تقع المدرسة في حي العطّارين بالقرب من جامع القرويين، أحد أعرق الجامعات الإسلامية في العالم، مما جعلها موقعًا استراتيجيًا لاستقبال وتكوين الطلبة الوافدين.

## تسمية المدرسة
سُميت المدرسة بـ"العطّاريين" نسبة إلى سوق العطّارين المجاور، وهو من أقدم وأشهر الأسواق التقليدية بمدينة فاس، وكان يُعرف ببيع الأعشاب الطبية والعطور والمواد الطبيعية، وما تزال رائحته تعبق في أزقّته إلى اليوم.

## الأهمية الثقافية
مدرسة العطّاريين ليست فقط معلمة دينية وتعليمية، بل تُعدّ أيضًا رمزًا من رموز التراث المغربي، وتشهد على تطور الفن المعماري الإسلامي في المغرب خلال العصر الوسيط. وهي اليوم وجهة سياحية وثقافية بارزة لزوار مدينة فاس.

## معرض الصور

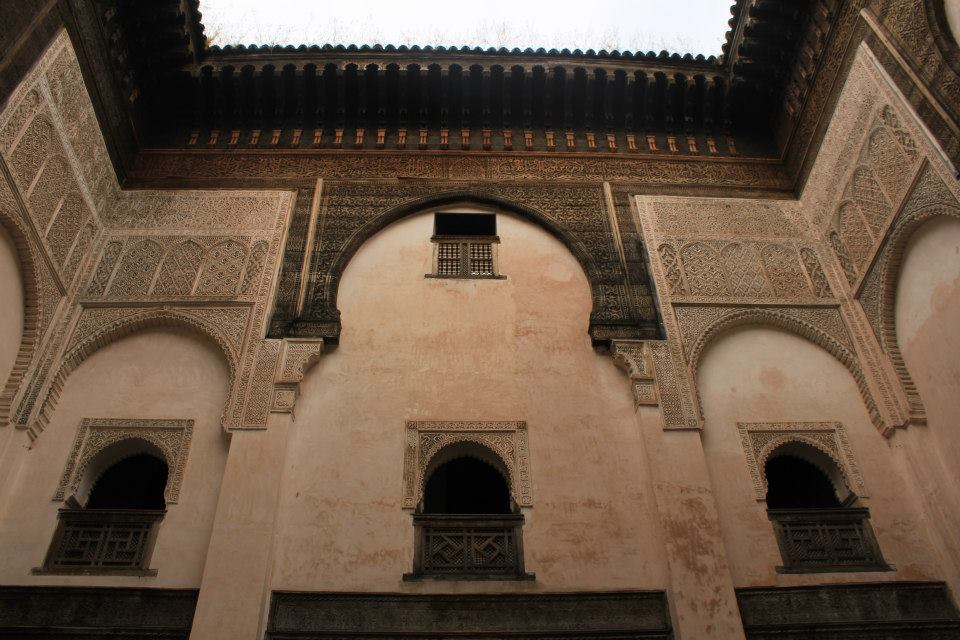
إحدى الواجهات الداخلية لمدرسة العطارين، تبرز الزخارف المميزة للعهد المريني.
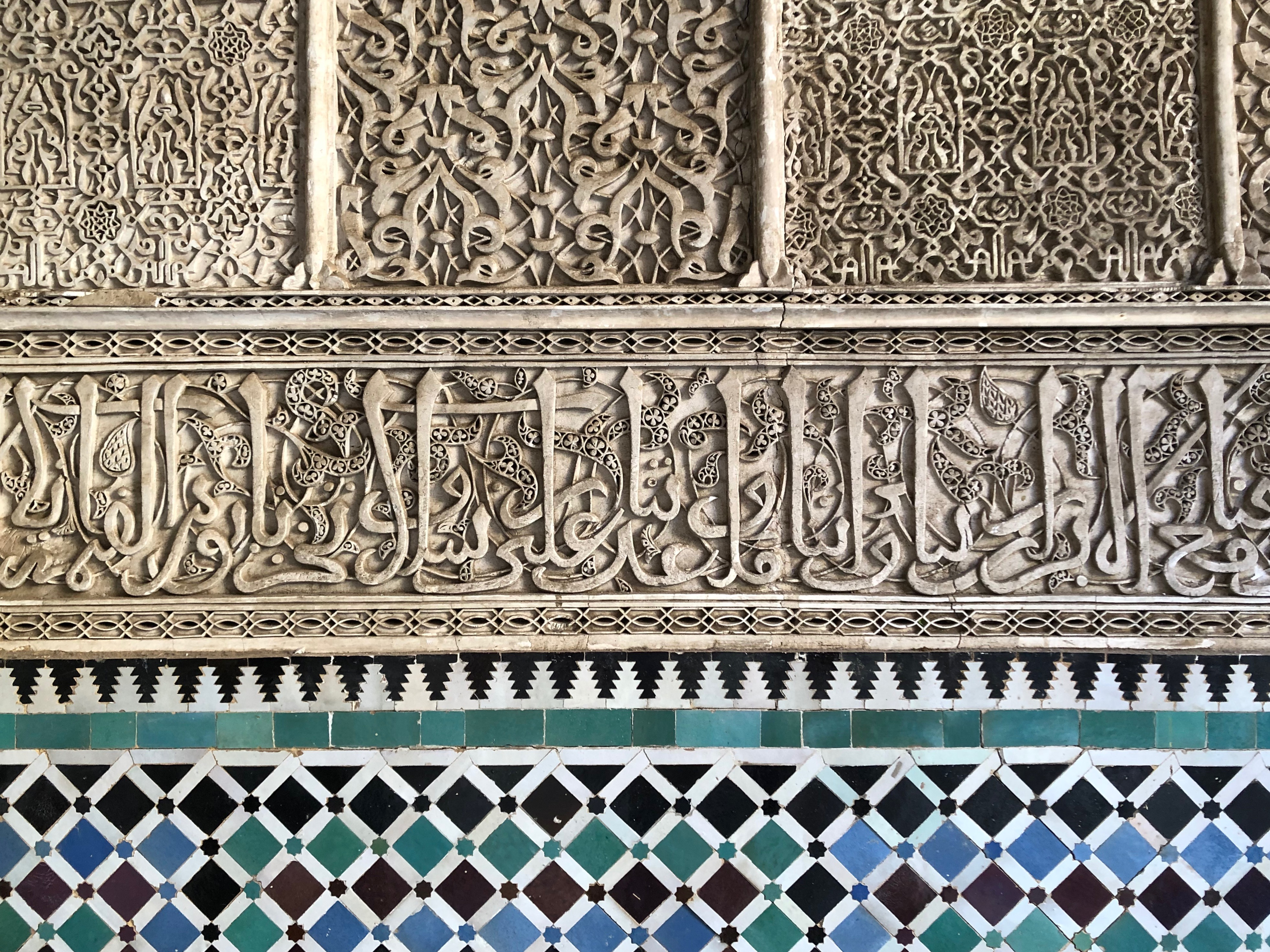
نظرة مقربة للآيات القرآنية المكتوبة بخط ثلث مغربي.
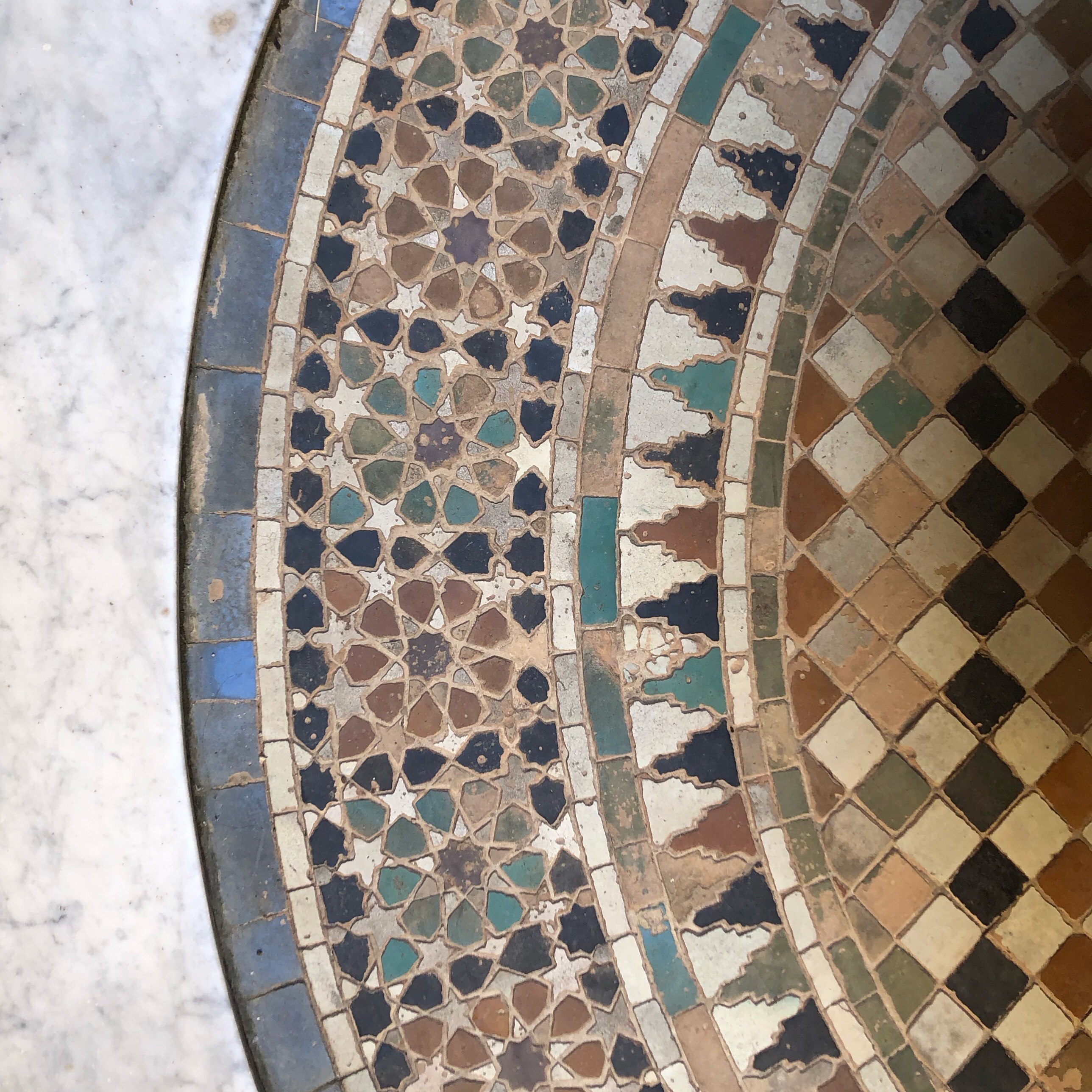
نظرة مقربة للزليج حول النافورة.
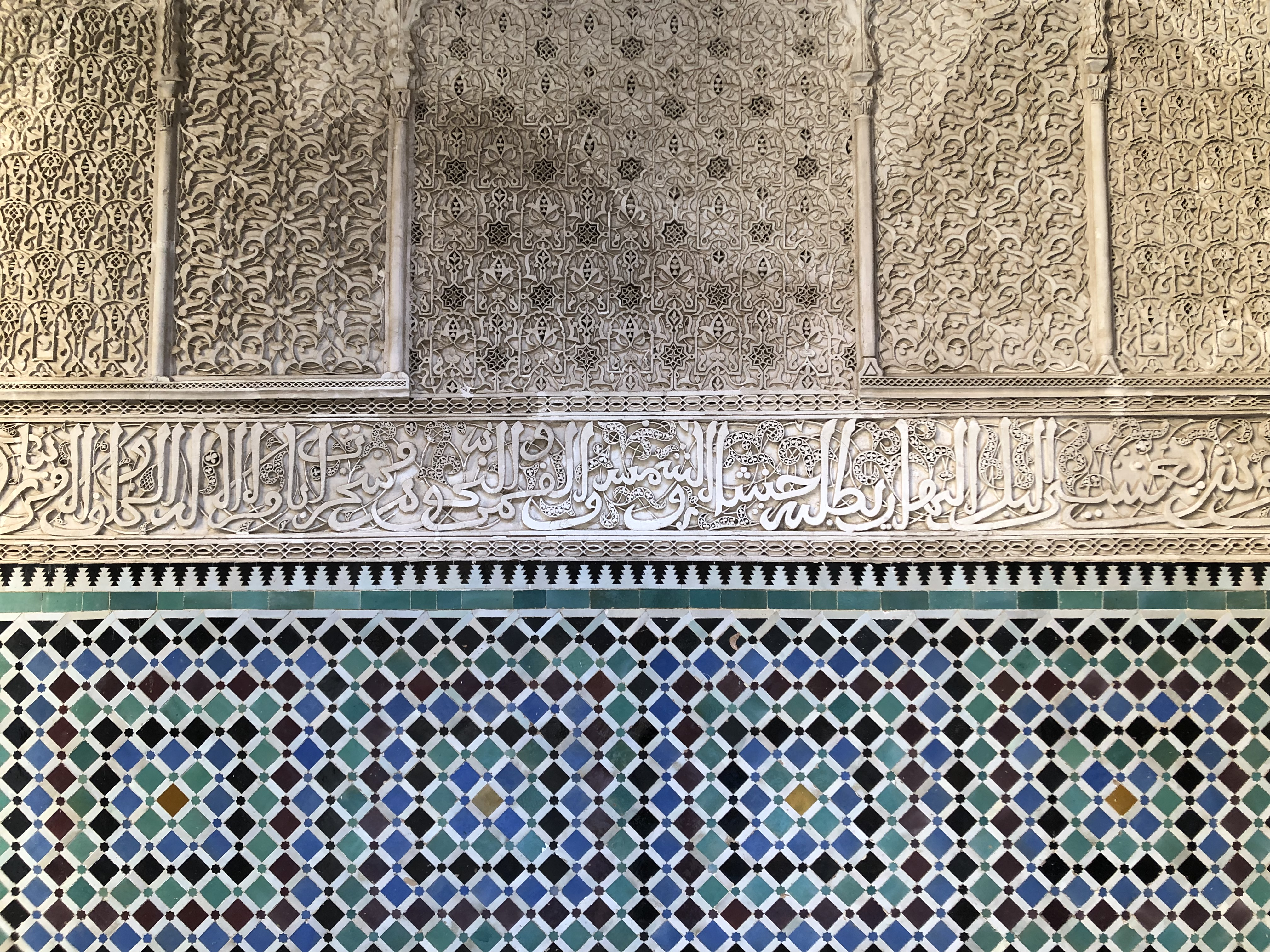
حائط داخلي في مدرسة العطارين بمدينة فاس.

## روابط خارجية
- مدرسة العطارين - متحف بلا حدود